# Masaaki Suzuki
Masaaki Suzuki (Kōbe, 29 d'abril de 1954), clavecinista, organista i director d'orquestra japonès, fundador del conjunt instrumental i del cor del Bach Collegium Japan.
Estudià composició al Tokyo National University of Fine Arts and Music, on es graduà l'any 1977, i dos anys després debutà com a organista professional. Es desplaçà a Amsterdam a estudiar clavecí amb Ton Koopman; la dècada dels vuitanta obtingué premis d'interpretació prestigiosos. L'any 1983, retorna al Japó, comença la seva carrera com a solista i director i l'any 1990 funda el Bach Collegium Japan, un conjunt de veus i instruments d'època especialitzat en l'obra de Bach; amb aquest grup inicia l'any 1995 l'enregistrament de totes les cantates, i el 1996 la integral de la música de clavecí de Bach per al segell discogràfic BIS; gravacions que van merèixer l'any 1999 el Mobil Music Prize. Des de l'any 1983 és professor en el Kōbe Shōin Women's College i del 1991 en el Tokyo National University of Fine Arts and Music.